# Zoella
Zoe Elizabeth Sugg (sinh ngày 28 tháng 3 năm 1990) là vlogger, nhân vật YouTube và nhà văn về thời trang và sắc đẹp người Anh. Cô được biết đến trên YouTube với biệt danh Zoella. Tiểu thuyết đầu tay của cô, Girl Online xuất bản tháng 11 năm 2014 và phá kỷ lục về doanh số mở màn cho một tiểu thuyết đầu tay của nhà văn nữ, từ khi Nielsen BookScan thống kê năm 1998.

## Đời tư
Sugg là chị gái của Joe Sugg, người cũng làm video và vlog trên YouTube với biệt danh ThatcherJoe. Cô sinh ra và lớn lên tại Lacock, Wiltshire, nơi cô theo học trường cấp 2 The Corsham School và cao đẳng nghệ thuật, hiện nay cô đang sống ở Brighton.
Sugg đang hẹn hò với người đồng hương cũng là người làm video youtube Alfie Deyes, được biết đến trên youtube là PointlessBlog.

## Sự nghiệp
Sugg học việc cho một hãng thiết kế nội thất khi tạo trang blog "Zoella" vào tháng 2 năm 2009. Cuối năm đó, trang blog của cô thu hút một ngàn người theo dõi và tổng cộng 540 triệu lượt xem tính đến  tháng 9 năm 2015. Trang blog về thời trang và làm đẹp chuyển sang YouTube năm 2009, lúc Sugg làm việc tại hãng bán lẻ quần áo New Look.
Năm 2013, Sugg là Đại sứ của Dịch vụ Công dân quốc gia và trở thành "Đại sứ kỹ thuật số" đầu tiên cho Mind, một tổ chức từ thiện y tế.

### YouTube
Kênh Youtube chính thức của cô, Zoella, ban đầu là "zoella280390" có nghĩa là ngày sinh của cô, đa phần về thời trang, sắc đẹp, và các video 'yêu thích' (nói về những sản phẩm yêu thích của cô vào tháng trước). Kênh thứ hai của cô, MoreZoella, nội dung đa phần về vlogs, là nơi cô cho người xem biết cô làm gì hôm đó. Cô là thành viên của Style Haul Network và là đại diện bởi Dominic Smales tại Gleam Futures. Sugg còn xuất hiện bên cạnh các Youtubers khác trên channel Daily Mix, kênh được quản lý bởi Gleam. Sugg đã hợp tác trên kênh Zoella của cô với các Youtubers khác, bao gồm: Louise Pentland, Tanya Burr, Alfie Deyes, Tyler Oakley, Troye Sivan, Grace Helbig và một số khác.
Sugg có sự ảnh hưởng qua cộng đồng mạng, đã được nhắc đến bởi The Telegraph là một trong 'Những Tweeters người Anh có sự ảnh hưởng nhất' năm 2013. Vào tháng 9 năm 2015, kênh Youtube chính của Sugg đã có tận 9.9 triệu subscribers và hơn 663 triệu lượt xem, và đứng thứ 50 trong các kênh được đăng ký nhiều nhất trên trang web; kênh thứ hai của cô "MoreZoella" có hơn 3,4 triệu subscribers và hơn 290 triệu lượt xem. Cô còn có 4 triệu lượt theo dõi trên Twitter và hơn 7 triệu lượt trên Instagram.

### Xuất bản
Sugg ký một hợp đồng gồm 2 cuốn sách với Penguin Books năm 2014. Quyền xuất bản tại Mỹ thuộc về Atria.
Tiểu thuyết đầu tay của Sugg, Girl Online phát hành ngày 25 tháng 11 năm 2014. Cuốn sách hướng đến tầng lới khán giả mới lớn, kể về một blogger vô danh mới 15 tuổi và khi trang blog của cô trở nên nổi tiếng. Dựa vào những trải nghiệm tương tự, Sugg khẳng định quyến sách này "không phải là tự truyện". Quyển sách này đạt "doanh số tuần đầu cao nhất của một tiểu thuyết đầu tay từ khi thống kê năm 1998," với 78.109 bản. Tính đến tháng 12 năm 2014, đây cũng là quyển sách bán chạy nhất năm.
Hãng Penguin khẳng định "Sugg không viết Girl Online một mình" mà "hợp tác với một nhóm biên tập viên chuyên nghiệp để giúp cô đưa những nhân vật và trải nghiệm từ đời thực sang một câu chuyện ấm áp và lôi cuốn". Có nhiều thông tin cho rằng Siobhan Curham là một tác giả ảo của cuốn tiểu thuyết này, dù Penguin và Sugg chưa hề khẳng định điều này. Penguin chia sẻ Curham là một "biên tập viên tư vấn" cho cuốn tiểu thuyết.
Một quyển sách tiếp nối, Girl Online: On Tour xuất bản ngày 20 tháng 10 năm 2015.

### Âm nhạc
Bài viết chính: Band Aid 30
Sugg được giới thiệu trong single năm 2014, "Do They Know It's Christmas?" là thành viên trong Band Aid 30, siêu ban nhạc từ thiện, quyên góp tiền cho dịch bệnh Ebola ở Tây Phi. Single ra mắt ở No.1 trên UK Official Singles Chart.

### Truyền hình
Tháng 6 2014 Sugg là khách mời của nhóm tham gia chương trình trên chat show buổi trưa Loose Women. Cô còn xuất hiện trên This Morning vào tháng 7 năm 2014, nói về những lo ngại trên mạng xã hội. Sugg tham gia vào phiên bản Comic Relief 2015 của The Great British Bake Off.
Sugg, cùng với The Slow Mo Guys và Vice News, xuất hiện trên truyền hình, máy in, và quảng cáo của Billboard ở Anh từ ngày 25 tháng 11 năm 2014. Các quảng cáo TV vào giờ vàng sẽ được chiếu trên ba kênh truyền hình của Anh.

### Zoella Beauty
Sugg công bố một nhãn hiệu làm đẹp dưới cái tên Zoella Beauty vào tháng 9 năm 2014. Nhãn hiệu "sữa tắm và làm đẹp" này là "nhãn hàng làm đẹp lớn nhất năm", theo Metro. Cô giới thiệu phiên bản của nhãn hiệu mang tên "Tutti Frutty" vào năm 2015, cũng được xem là phiên bản Giáng Sinh có giới hạn. Năm 2016 cô giới thiệu phiên bản mang tên "Sweet Insprirations."

## Giải thưởng và đề cử
Sugg thắng giải Cosmopolitan Blog Award 2011 cho "Blog làm đẹp xuất sắc nhất" và giải "Vlogger làm đẹp xuất sắc nhất" vào năm kết tiếp. Cô thắng giải Radio 1 Teen Awards cho "Vlogger Anh Quốc xuất sắc nhất" trong năm 2013 và 2014; giải Nickelodeon Kids' Choice Award cho "Vlogger Anh Quốc được yêu thích nhất"; và giải Teen Choice Awards 2014 cho "Ngôi sao web làm đẹp yêu thích nhất".
The Telegraph xếp Sugg vào danh sách "40 blogger làm đẹp xuất sắc nhất" vào tháng 9 năm 2014. Kênh YouTube của cô đứng thứ tư trong danh sách phổ biến ở Anh Quốc năm 2014. Cô xuất hiện trong Debrett's 500 2015, một danh sách nhân vật gây ảnh hưởng tại Anh. Năm 2015, Grazia gọi cô là "Người phụ nữ gây cảm hứng nhất thập niên" trong thể loại công nghệ và xuất hiện trong danh sách "Những người phụ nữ hấp dẫn nhất hành tinh" của FHM.
| Giải thưởng và đề cử | Giải thưởng và đề cử           | Giải thưởng và đề cử                 | Giải thưởng và đề cử | Giải thưởng và đề cử |
| Năm                  | Giải thưởng                    | Hạng mục                             | Kết quả              |                      |
| -------------------- | ------------------------------ | ------------------------------------ | -------------------- | -------------------- |
| 2011                 | Cosmopolitan Blog Award        | Blog làm đẹp xuất sắc nhất           | Đoạt giải            |                      |
| 2012                 | Cosmopolitan Blog Award        | Vlogger làm đẹp xuất sắc nhất        | Đoạt giải            |                      |
| 2014                 | Nickelodeon Kids' Choice Award | Vlogger Anh Quốc được yêu thích nhất | Đoạt giải            |                      |
| 2014                 | Teen Choice Award              | Ngôi sao web làm đẹp yêu thích nhất  | Đoạt giải            |                      |
| 2015                 | Teen Choice Award              | Ngôi sao web làm đẹp yêu thích nhất  | Đoạt giải            |                      |
| 2016                 | Shorty Award                   | YouTuber của Năm                     | Chưa công bố         |                      |